# Mads Pedersen (fodboldspiller, født 1996)
 Der er flere personer med dette navn, se Mads Pedersen.
Mads Giersing Valentin "Mini" Pedersen (født 1. september 1996) er en dansk fodboldspiller, der spiller for FC Augsburg.

## Karriere

### FC Nordsjælland
Pedersen blev permanent flyttet op i førsteholdstruppen i sommeren 2015 i en alder af 19 år og fik samtidig forlænget sin kontrakt med klubben.
Den 27. september fik Pedersen sin debut i Superligaen i en 2-0-sejr over AGF, da han blev skiftet ind i det 93. minut i stedet for Oliver Thychosen.

### FC Augsburg
Den 27. juni 2019 skiftede han til FC Augsburg, hvor han skrev under på en kontrakt gældende frem juni 2024.